# Super Video Graphics Array
Super Video Graphics Array (skróty: Super VGA lub SVGA) – po pojawieniu się kart graficznych VGA producenci tworzyli klony, które były zgodne z VGA. Z czasem zaczęli dodawać nowe tryby tekstowe i graficzne charakteryzujące się większą rozdzielczością i większą liczbą dostępnych kolorów. Niektóre karty udostępniają także akcelerację grafiki. Nazwa SVGA odnosi się do grupy tego rodzaju ulepszonych kart VGA i zwyczajowo dotyczy rozdzielczości 800×600.

Standardowe rozdzielczości ekranowe

Karty SVGA rozwinęły się w czasach, gdy głównym systemem operacyjnym był DOS. W systemie tym brak było wsparcia dla trybów graficznych, co powodowało, że programiści musieli samodzielnie zajmować się obsługą kart SVGA. Producenci dodawali rozszerzenia w niejednolity sposób, co utrudniało programom radzenie sobie z każdą kartą SVGA.
W 1989 roku organizacja VESA zaproponowała rozszerzenie BIOS-u kart graficznych o wspólny dla wszystkich kart zestaw funkcji pozwalający w jednorodny sposób obsługiwać rozszerzenia producentów.